# Strahlkogel
Strahlkogel je hora v Rakousku, vysoká 3 288 m n. m. Nachází se ve Stubaiských Alpách na území obce Umhausen v Tyrolsku. Sousední horou je Breiter Grießkogel.
Hora má výrazný tvar pyramidy, na jejíchž rulových stěnách se objevují pásy křemene odrážející světlo, což jí dalo název, který znamená v překladu „zářící vrch“.
Prvovýstup uskutečnil v roce 1833 Peter Carl Thurwieser. Nejpoužívanější cesta na vrchol vede přes západní hřeben a jako první ji použili v roce 1887 Ludwig Purtscheller a Fritz Drasch. Výstup má stupeň obtížnosti UIAA II–III. Na úpatí se nachází jezero Grastalsee a byla zde vybudována chata Winnebachseehütte v nadmořské výšce 2 362 m. Na vrcholu byl v roce 1967 instalován kříž a vrcholová kniha.